# Sindanglaka
Sindanglaka is een bestuurslaag in het regentschap Cianjur van de provincie West-Java, Indonesië. Sindanglaka telt 8087 inwoners (volkstelling 2010).